# Demetri I Soter
Demetri I Soter (grec antic: Δημήτριος Σωτήρ), inicialment conegut com a Demetri el Jove, fou un rei selèucida nominal durant uns mesos entre el 175 aC i el 174 aC, i finalment rei de ple dret del 162 aC al 150 aC.
A la mort del seu pare Seleuc IV Filopàtor a mans del ministre Heliodor, Demetri, que poc abans havia estat enviat a Roma com a ostatge, va ser proclamat rei pel ministre. Antíoc IV Epífanes, germà de Seleuc IV, també ostatge a Roma (substituït precisament pel seu nebot), va obtenir el suport del rei de Pèrgam i amb un exèrcit va prendre el poder el 174 aC.
El 163 aC el Senat romà el va reconèixer com a hereu legítim enfront del jove Antíoc IV Epífanes i va ordenar alliberar-lo i enviar-lo a Síria. La pèrdua de prestigi del regent, el general Lísies, va afavorir a Demetri que va ser reconegut per l'exèrcit al presentar-se al país, on tenia el suport dels romans. Va prendre el sobrenom de Soter (el salvador). El sàtrapa de Babilònia, Timarc, germà de l'antic primer ministre Heraclides, es va rebel·lar i es va proclamar independent, i Roma el va reconèixer i oficialment no va tenir relacions amb Demetri.
Demetri va continuar la lluita contra els macabeus, on va enviar al general Nicànor. Es va lliurar una batalla a Cafarnaum sense un clar guanyador; els selèucides van acampar a Bet Horon, i tot i que va rebre reforços, va ser derrotat a una batalla prop del campament. Judes Macabeu va concertar una aliança amb el senat i el poble de Roma, i el senat va reconèixer la independència del poble jueu. Però l'any següent (161 aC) el general selèucida Bàquides va arribar al país dels jueus prop de Jerusalem i va lliurar batalla entre Berean i Elasa coneguda com a batalla d'Elasa, derrotant Judes Macabeu que va morir al combat (el va succeir el seu germà Jonatan Macabeu), mentre els combatents jueus es van haver de retirar al territori dels nabateus. Al mateix temps Ariarates V de Capadòcia va ser deposat i es va instal·lar al tron Holofernes (Orofernes), presentat com a membre de la família reial però que no se sap si ho era realment. El 160 aC Demetri va entrar a Babilònia i va derrotar i matar Timarc. Amb els macabeus, el general Bàquides, després d'un setge infructuós de Bet Basi i d'un gran nombre de petits combats no gaire afortunats, va acordar una treva o pau temporal el 157 aC.
El rei deposat de Capadòcia va demanar ajut a Roma i el Senat romà va decretar el seu restabliment el 157 aC. Ariarates V va ser restablert amb l'ajut de Pèrgam, Roma i Egipte. Després el rei capadoci va col·laborar a trobar un rival de Demetri, Alexandre Balas, que deia ser fill d'Antíoc IV (segurament era només un aventurer que es feia passar per tal), que amb el suport del rei de Capadòcia, de Ptolemeu VI Filomètor d'Egipte, d'Àtal II de Pèrgam, i de l'exprimer ministre selèucida Heraclides (assassí del pare de Demetri I), va desfermar la guerra civil a l'Imperi Selèucida (154 aC). El 152 aC Balas es va aliar amb el cap dels jueus macabeus, Jonatan Macabeu.
En aquests anys (després del 161 aC) els sàtrapes d'Elimaida o Susiana i de Persis (incloent Carmània) es van fer independents, aliats als parts de Mitridates I de Pàrtia.
El 150 aC va esclatar a Antioquia una revolta favorable a Alexandre I Balas i Demetri va morir combatent els rebels aquell estiu. Alexandre I va ser coronat rei, i es va casar amb Cleòpatra Thea filla de Ptolemeu VI Filomètor d'Egipte. Va deixar dos fills, Demetri II Nicàtor i Antíoc VII Sidetes, que més tard van ser reis.